# Шевченко (Іркутська область)
Шевченко (рос. Шевченко) — село у Тайшетському районі Іркутської області Російської Федерації. Воно входить до складу Квітокського муніципального поселення. Знаходиться приблизно за 34 км на північний схід від районного центру.

## Населення
За даними Всеросійського перепису, у 2010 році в селі проживало 35 осіб (15 чоловіків та 20 жінок).